# Jirov, Mehedinți
Jirov este un sat în comuna Corcova din județul Mehedinți, Oltenia, România. Localitatea Jirov se află într-o depresiune intradeluroasă, la adăpostul maselor de aer reci care se canalizează iarna pe valea Motrului. Forma satului se aseamană cu cea a literei Y, având baza spre D. N. 67A, o bună parte din sat fiind străbătut de D. J. 671B. În prezent hotarele satului Jirov sunt următoarele: la E - satele Măru Roșu și Pușcașu; la S, S-V - hotarul comunei Voloiac; la V - hotarul comunei Căzănești; la N - satele Pârvulești, Cordun, Stejaru; la N-E - râul Motru (comuna Vagiulești, județul Gorj).

## Istoric
Satul Jirov apare atestat documentar în anul 1483, decembrie 3, prin hrisovul dat de voievodul Vlad Călugărul (1482-1495), prin care acesta întărește lui jupan Barta Pătru și rudelor sale „ocina” la Jirov, Jirovel și Bobotnic. Vechimea (începuturile) satului este cu mult înainte de anul 1483, documentul este doar o atestare a stăpânirii lui jupan Barta Pătru și a rudelor sale. Se cunoaște faptul că documentele emise de cancelaria domnească erau semnate de „adalmasani” din Jirov pe care îi regăsim în documentele din secolele XVI, XVII, ceea ce facilitează concluzia că Jirovul era un sat de moșneni înstăriți, așa cum a rămas până în epoca modernă.
Primele școli primare oficiale în lumea satelor au fost înființate în Țara Românească în anul 1838, cu obligatia sătenilor de a ridica localul de școală și de a-l plăti pe învățător. La început, în majoritatea satelor, primii învățători au fost preoții și dascălii de biserică.Scoala care a fost construită de neamul Jirovenilor, care au fost și Învățătorilor la rândul lor.